# Downs–Thomsonův paradox
Downs–Thomsonův paradox je teorie, která říká, že průměrná rychlost automobilové dopravy se odvíjí od průměrné rychlosti od dveří ke dveřím na srovnatelné trase při použití veřejné dopravy. Je tak paradoxem, že zkapacitnění sítě silniční dopravy nemusí snížit dopravní zácpy. Naopak, vyšší kapacita silnic může vylákat více lidí z jiných forem dopravy a kongesce zhoršit. Investice do infrastruktury pro automobily totiž může přinést odliv cestujících z jiných druhů dopravy. Omezování automobilového provozu na některých silnicích naopak dle Downs–Thomsonova paradoxu dokáže zlepšit rychlost cestování autem, avšak dojde ke zmenšení skupiny uživatelů.
Teorie se dá uplatnit i na jiná než dopravní odvětví. Například na rozvod elektrického proudu či pro sport. Paradox je pojmenován podle ekonomů Anthony Downse and Johan Michaela Thomsona.